# Canonical Ltd.
Canonical Ltd. is een privéonderneming, opgericht en gefinancierd door de Zuid-Afrikaan Mark Shuttleworth. Het bedrijf is gericht op de commerciële ondersteuning van Ubuntu en de promotie van vrije software. Canonical is gevestigd op het eiland Man en heeft werknemers over heel de wereld. 
Canonical is opgericht op 5 maart 2004.

## Gesponsorde opensourceprojecten

### Linuxdistributies
- Ubuntu, een Linuxdistributie gebaseerd op Debian met de GNOME-werkomgeving
  - Kubuntu, Ubuntu met de KDE-werkomgeving
  - Edubuntu, Ubuntu gericht op het onderwijs
  - Ubuntu Server, Ubuntu gericht op servers
  - Xubuntu, Ubuntu met de Xfce-werkomgeving
  - Lubuntu, Ubuntu met de LXDE- en LXQt-werkomgevingen

### Andere software
- Bazaar, een versiebeheersysteem
- Ubuntu Software Center, een computerprogramma om applicaties te installeren op Ubuntu
- Launchpad, een webapplicatie met onder andere een vertaal- (Rosetta) en bugtrackingsysteem (Malone)

### Promotieprojecten
- Software Freedom Day, een jaarlijkse dag ter viering en promotie van vrije software en opensourcesoftware.

### Voormalige projecten
- Ubuntu One, een synchronisatiedienst
- Open CD, een project om Windows-gebruikers kennis te laten maken met hoge kwaliteit opensourcesoftware
- Gobuntu, een op Ubuntu gebaseerde distributie met alleen vrije software